# 제페르송 페르난두 이시디우
제페르송 페르난두 이시디우(포르투갈어: Jefferson Fernando Isídio, 1997년 4월 4일 ~ )는 브라질의 축구 선수로 현재 대한민국 K리그2의 부천FC 1995에서 윙어로 활동하고 있으며 K리그 등록명은 갈레고이다.

## 클럽 경력

### K리그이전
모지미링 FC에서 데뷔한 이후 2022년까지 CA 리넨시, 마릴리아 AC, SERC 과라니, CA 브라간치누, 포르투게자 산티스타, 모레이렌스 FC 등에서 활동했고 특히 포르투게자 산티스타 소속으로 12경기 5골을 터뜨리며 주목을 받았다.

### 강원 FC
2022년 7월 18일 대한민국 K리그1의 강원 FC로 임대 이적하며 생애 첫 아시아 무대에 첫발을 내딘 후 디펜딩 챔피언 전북 현대 모터스와의 2022년 K리그1 26라운드 홈 경기에 교체 선수로 투입되며 본격적인 K리그1 데뷔전을 가졌고 이 경기에서 왕성한 활동량으로 수비에 관여한 뒤 드리블을 성공시키는 등 인상적인 경기를 펼쳤다.
그리고 대구 FC와의 24라운드 순연 경기에서 양현준 대신 교체 투입된지 겨우 2분만에 왼발 중거리슛으로 K리그 데뷔골을 터뜨리는 등 2022 시즌 공식전에서 14경기 3득점으로 강원의 K리그1 역사상 첫 파이널 A 진출 및 최고 성적(6위)에 일조하며 K리그1 데뷔 시즌을 성공적으로 마쳤다.
그 후 이러한 인상적인 첫 시즌에서의 활약에 힘입어 2022년 12월 29일 강원 FC로의 완전 이적을 확정지었다.